# Frei Gaspar
Frei Gaspar là một đô thị thuộc bang Minas Gerais, Brasil. Đô thị này có diện tích 628,303 km², dân số năm 2007 là 6343 người, mật độ 8,3 người/km².